# Ворошилов, Николай Николаевич (правовед)
Николай Николаевич Ворошилов (13 [25] декабря 1839, Тверь — 8 [20] октября 1873, Москва) — русский правовед.

## Биография
Родился 25 декабря 1839 (6 января 1840) года в семье разорившегося тверского купца. В 1857 году окончил с золотой медалью Тверскую гимназию, в 1862 году — со степенью кандидата юридический факультет Московского университета; был оставлен на факультете для подготовки к профессорскому званию.
В январе 1866 года стал преподавать историю во 2-й московской гимназии. Осенью 1868 года сдал магистерские экзамены. С 1870 года назначен исправлять должность доцента по кафедре политической экономии и статистики в преобразованный тогда ярославский Демидовский юридический лицей. В январе 1872 года защитил в Московском университете диссертацию «Критический обзор учения о разделении властей» (Ярославль, 1871) и в апреле 1872 года занял вновь открытую кафедру всеобщей истории права со званием исправляющего должность экстраординарного профессора. В своей диссертации Ворошилов трактовал разделение властей как разграничение отдельных функций государственной власти, в своём главном источнике всегда единой и нераздельной.
Ворошилову также принадлежит ещё статья «О современном историческом изучении права», напечатанная в 3-й книге «Временника Демидовского лицея».
Страдал хроническим катаром лёгких и умер 8 (20) октября 1873 года в Москве — на пути за границу для лечения — от сильного горлового кровотечения. Похоронен в Москве.

## Сочинения
- Критический обзор учения о разделении властей. — Ярославль: Тип. Губ. земск. управы, 1871. — 451 с.
- О современном историческом изучении права // Временник Демидовского юридического лицея. — Ярославль: Тип. Губ. правл., 1872. — Кн. 3. — С. 221—236.